# Cmentarz mennonicki w Stogach
Cmentarz mennonicki w Stogach – nekropolia mennonitów z 1768 położona w Stogach. Jest uważana za największy cmentarz mennonicki w Polsce.

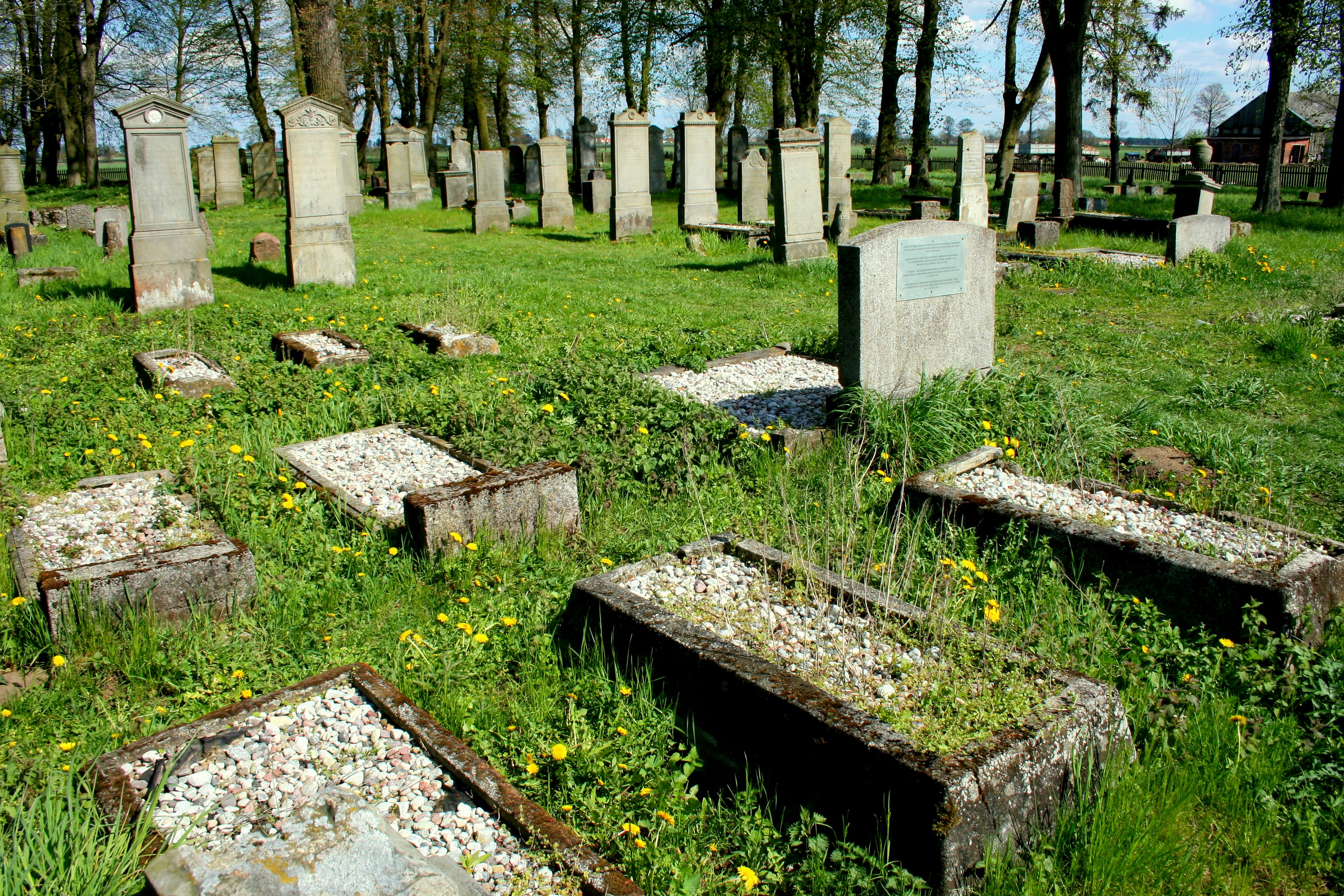
Cmentarz - widok ogólny

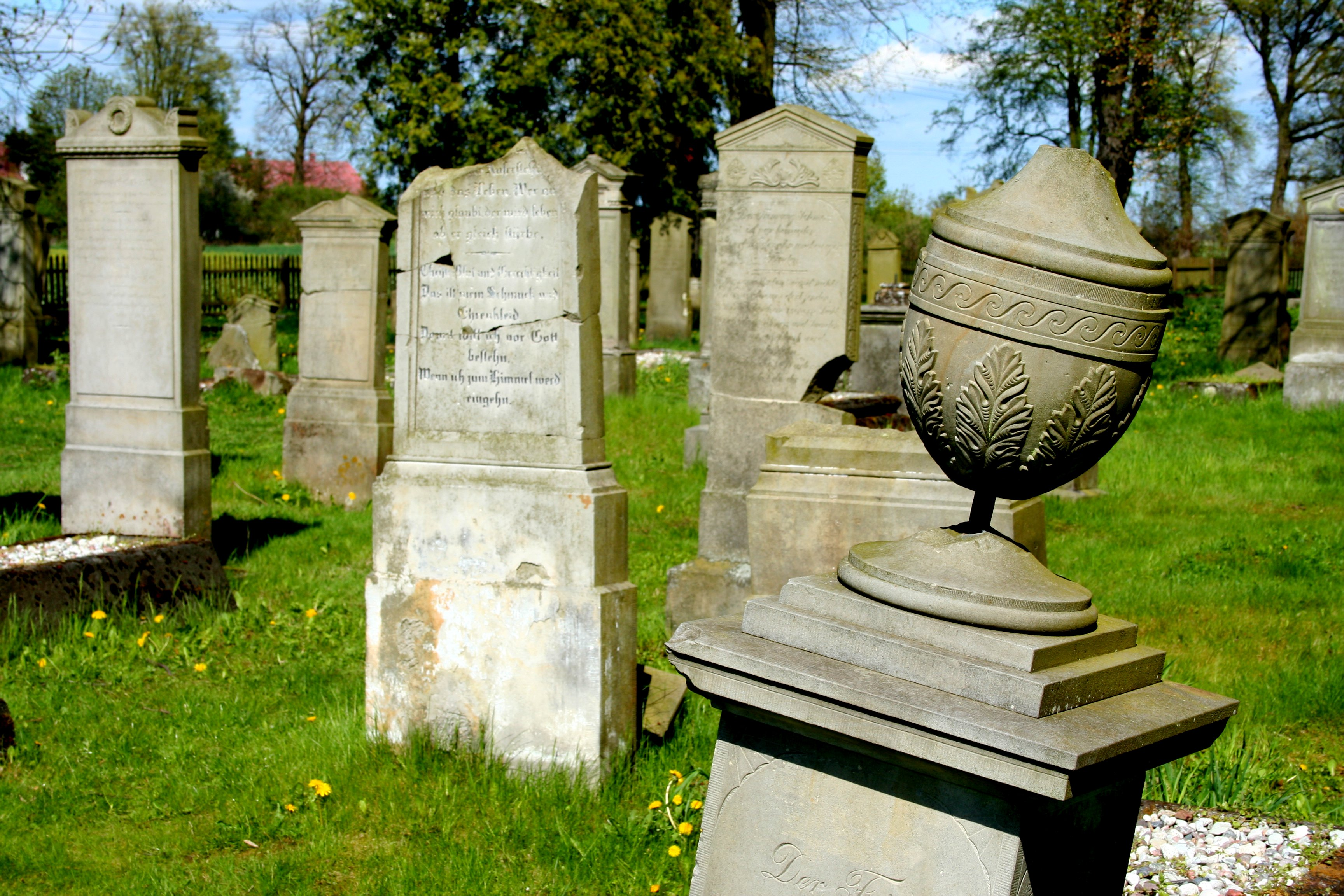
Zbliżenie szczegółów

## Opis cmentarza
Obiekt ma powierzchnię 2,6 ha i jest podzielony na 6 kwater, rozgraniczonych szpalerami drzew. Rosną tu lipy, świerki oraz 300-letni dąb o wysokości 20 metrów i obwodzie  440 cm. Ostatnie pochówki odbywały się podczas II wojny światowej. Na terenie cmentarza znajduje się 260 obramowań grobów pojedynczych i podwójnych, a także 78 stel oraz innych nagrobków z krzyżami, tablicami a także tumb. 

Spacerując po cmentarzu, warto zwrócić uwagę na znajdujący się po prawej stronie od wejścia cippus Abrahama Regiera, starszego gminy, który zakończony jest urną. Większość, znajdujących się tu stelli zakończonych jest trójkątnym naczółkiem. Bogato zdobione w ornamenty symboliki chrześcijańskiej, które nawiązują do wiary, zmartwychwstania i życia wiecznego oraz elementy roślinne. Do dziś, z inskrypcji zamieszczonych na płycie, możemy dowiedzieć się wielu informacji o zmarłych oraz pełnionych przez nich funkcjach za życia, miejscu ich zamieszkania i liczebności rodziny. Na rewersie steli znajdował się wybrany cytat z Biblii bądź rymowanego epitafium.

Na nagrobkach użyto wielu symboli przyjętych w kulturze religijnej mennonitów. Ich liczbę ustalono na 41. Oktawia Gorzeńska w następujący sposób objaśnia niektóre z nich:

Anioły –  unoszenie do nieba zmarłego; strażnicy pamięci,
bluszcz – odrodzenie, nieśmiertelność, żałoba po osobie zmarłej,
czaszka – śmierć, nieunikniony los,
gołębica – duch święty, nadzieja, ocalenie,
granat – bogactwo, niebo, raj, krew Chrystusa,
gwiazdy – niebo, zbawienie,
kwiat – życie kobiety, dziewczyny,
złamany kwiat – przerwane życie, 
złamana róża – śmierć w kwiecie wieku,
makówka – sen wieczny,
motyl – krótkie życie ludzkie w porównaniu z wiecznością, ulatująca do nieba dusza zmarłego,
spirala – symbol nieskończoności, wieczności, drogi do Boga.

Na cmentarzu znajduje się 5 stel ze zlikwidowanego cmentarza w Lasowicach Wielkich.

## Literatura
- Jerzy Domino, Budownictwo i cmentarze mennonickie na Żuławach Wiślanych, [w:] Mennonici na Żuławach. Ocalone dziedzictwo, red. Ewa Gilewska, Grażyna Szcześniak, Iwona Ziętkiewicz, Muzeum Narodowe w Gdańsku, Gdańsk 2007, s. 76-82 ISBN 978-83-88669-13-2
- Edmund Kizik, Mennonici w Gdańsku, Elblągu i na Żuławach Wiślanych w drugiej połowie XVII i w XVIII wieku. Studium z dziejów małej społeczności wyznaniowej, Wydawnictwo Gdańskie, Gdańsk 1994, s. 150 83-85843-10-8